# Bessoncourt

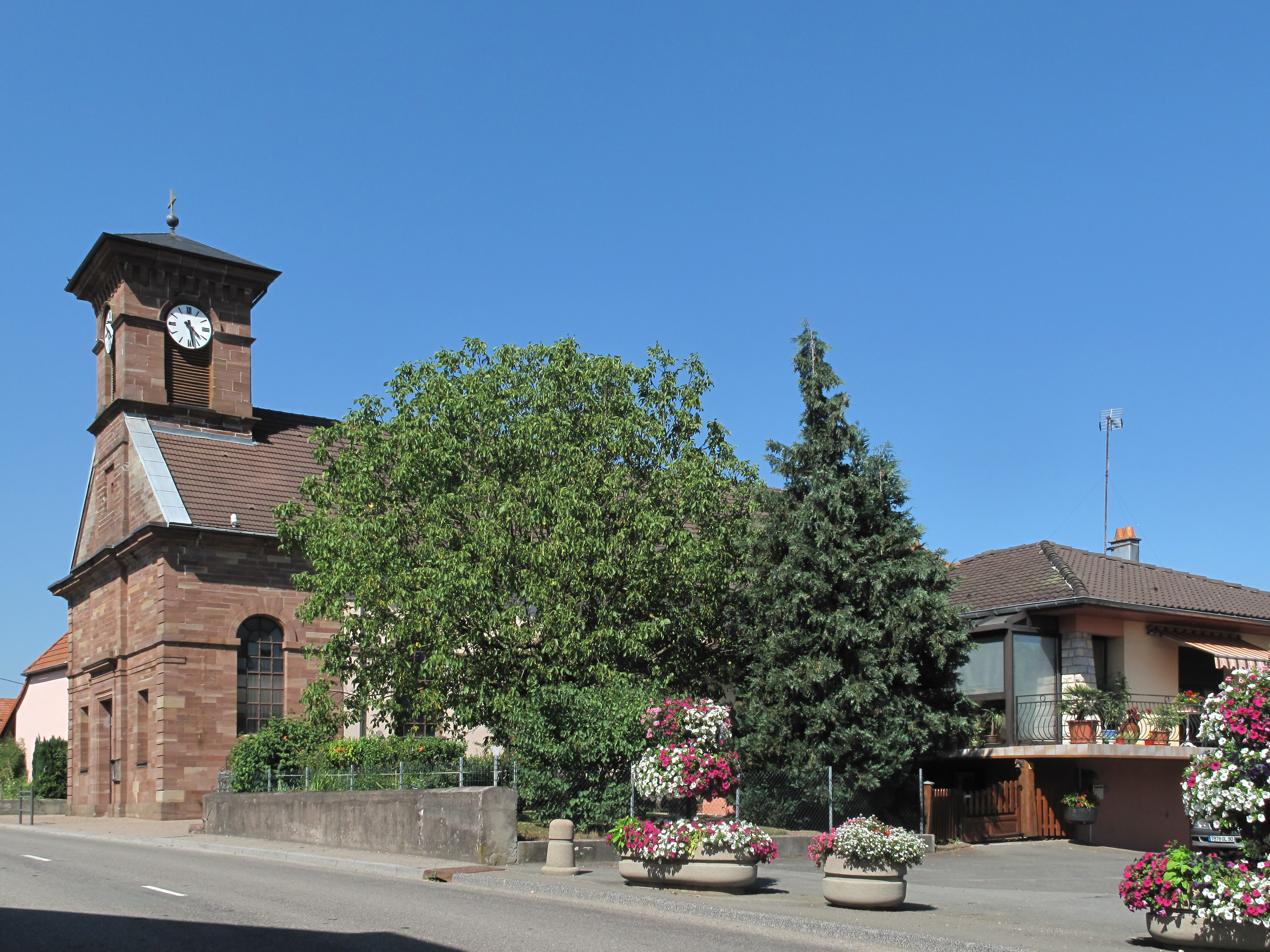
Bessoncourt, kerk (l'église Sainte-Suzanne) in straatzicht

Bessoncourt is een gemeente in het Franse departement Territoire de Belfort in de regio Bourgogne-Franche-Comté en maakt deel uit van het arrondissement Belfort. De gemeente telde 1.304 inwoners op 1 januari 2022.In het Elzassisch of het Duits heette de plaats vroeger Bischingen.

## Geschiedenis
De gemeente maakte voor 2015 deel uit van het kanton Fontaine. Toen het kanton op 22 maart 2015 werd opgeheven werden de gemeenten ervan opgenomen in het kanton Grandvillars.

## Geografie
De oppervlakte van Bessoncourt bedraagt 7,8 vierkante kilometer; Op 1 januari 2022 was de bevolkingsdichtheid 167,2 inwoners per km².
De onderstaande kaart toont de ligging van Bessoncourt met de belangrijkste infrastructuur en aangrenzende gemeenten.

## Demografie
Onderstaande figuur toont het verloop van het inwonertal.
Angeot · Autrechêne · Bessoncourt · Bethonvilliers · Boron · Brebotte · Bretagne · Chavanatte · Chavannes-les-Grands · Cunelières · Eguenigue · Fontaine · Fontenelle · Foussemagne · Frais · Froidefontaine · Grandvillars · Grosne · Lacollonge · Lagrange · Larivière · Menoncourt · Méziré · Montreux-Château · Morvillars · Novillard · Petit-Croix · Phaffans · Recouvrance · Reppe · Suarce · Vauthiermont · Vellescot